# Blaberoidea
Super-famille
Les Blaberoidea sont une super-famille d'insectes comprenant une grande partie des blattes.

## Liste des familles
Selon ITIS (27 avril 2024), cette super-famille comprend les deux familles Blaberidae et Blattellidae. Depuis les nouvelles analyses phylogénétiques, cette super-famille compte cinq familles,  : 
- Blaberidae Brunner von Wattenwyl, 1865
- Blattellidae Karny, 1908
- Ectobiidae, devenue famille non synonyme de Battellidae
- Nyctiboridae
- Pseudophyllodromiinae passé en famille plutôt que sous-famille.

## Taxonomie
Le nom valide complet (avec auteur) de ce taxon est Blaberoidea Saussure, 1864.

### Phylogénie
Les plus récentes analyses phylogénétiques basées sur quatre gènes mitochondriaux et trois gènes nucléaires démontrent que cette super-famille est globalement monophylétiques pour la famille des Blaberidae. Par contre, la famille des Blattellidae se révèle être hétérophylétique et se retrouve être re-structurée en trois familles distinctes comprenant les Blattelidae, les Ectobiidae et les Nyctiboridae.